# Cihat Arslan
Cihat Arslan (* 9. Februar 1970 in Gömeç, Balıkesir) ist ein ehemaliger türkischer Fußballspieler und heutiger Fußballtrainer.

## Spielerkarriere

### Verein
Arslan begann mit dem Vereinsfußball in der Jugend seines Heimatvereins Gömeçspor und wechselte dann in die Jugend von Ayvalıkgücü. Hier wurden die Talentjäger des damaligen Erstligisten Karşıyaka SK auf ihn aufmerksam und verpflichteten ihn als Profispieler. In seiner ersten Saison saß er auf der Ersatzbank und absolvierte lediglich zwei Erstligapartien. Da sein Verein zum Sommer 1991 den Klassenerhalt verpasste, spielte man die folgende Saison in der TFF 1. Lig. Hier erkämpfte sich Arslan sofort einen Stammplatz und wurde auch erstmals in die türkische U-21-Nationalmannschaft berufen. Die Saison 1991/92 schloss Arslan mit seiner Mannschaft als Meister der TFF 1. Lig ab und schaffte damit den direkten Wiederaufstieg. Des Weiteren qualifizierte man sich für den Balkanpokal. Arslan spielte eine Saison in der Süper Lig für seinen Verein und avancierte zu einem der Shootingstars der Liga.
So wechselte er zum türkischen Traditionsverein Galatasaray Istanbul. Am 13. April 1994 erzielte Cihat Arslan für Galatasaray Istanbul das erste Tor eines türkischen Klubs in der Gruppenphase der UEFA Champions League. In der gleichen Spielzeit wurde Arslan türkischer Meister.
Später spielte er noch für Eskişehirspor, Denizlispor, Yozgatspor, Kocaelispor, Kayserispor, Istanbul Büyükşehir Belediyespor und Kasımpaşa Istanbul.

### Nationalmannschaft
Während seiner Zeit bei Karşıyaka SK spielte Arslan dreimal für die türkische U-21-Nationalmannschaft.

## Trainerkarriere
Nach der Entlassung von Werner Lorant bei Kasımpaşa am 3. Dezember 2007 übernahm Arslan als aktiver Spieler den Posten des Trainers und wurde Spielertrainer. Jedoch präsentierte Kasımpaşa später Uğur Tütüneker als neuen Trainer. Nach Beendigung seiner aktiven Fußballerkarriere trainierte er kurzzeitig Kocaelispor.
Zur Saison übernahm er den Istanbuler Drittligisten Eyüpspor und belegte zum Saisonende mit seinem neuen Verein den dritten Tabellenplatz. In den anschließenden Play-offs verpasste er den Aufstieg in die TFF 1. Lig.
Im Sommer 2011 nahm er das Angebot vom Zweitligisten Boluspor an und wechselte in die TFF 1. Lig. Hier gelang ihm zwar ein guter Start in die neue Saison, jedoch mit der fortschreitenden Saison blieb er hinter den Erwartungen. So löste er im Frühjahr 2012 in gegenseitigem Einvernehmen mit dem Vorstand seinen Vertrag auf. Er wurde durch Özcan Kızıltan ersetzt.
Im Januar 2012 übernahm er den Trainerposten des türkischen Zweitligisten Göztepe Izmir und ersetzte somit den zurückgetretenen Özcan Kızıltan. Am 24. April 2012 trat Arslan von seinem Posten zurück und wurde am gleichen Tag durch Hüseyin Kalpar ersetzt.
Am 17. Juli 2012 ersetzte er beim Zweitligisten Karşıyaka SK den zurückgetretenen Cheftrainer Yücel İldiz. Arslan war bereits als Spieler für diesen Verein tätig und zählt zu den wichtigen Spielern der Vereinshistorie. Er wurde mit seiner Mannschaft am Ende der Saison 2012/13 Neunter. Sein Vertrag wurde nicht verlängert und endete am 31. Mai 2013. 
Am 3. Juni 2013 wurde er Chef-Trainer bei Istanbul Büyükşehir Belediyespor. Mit diesem Verein setzte sich Arslan relativ früh an der Tabellenspitze fest und beendete die Hinrunde als Herbstmeister. Am 36. Spieltag, zwei Spieltage vor Saisonende, sicherte er sich mit Istanbul BB durch ein 0:4-Auswärtssieg gegen Şanlıurfaspor die Meisterschaft der Liga und damit den direkten Wiederaufstieg in die Süper Lig. Trotz dieser erfolgreichen Saison entschied sich Istanbul BB gegen eine weitere Zusammenarbeit mit Arslan und verlängerte dessen ausgelaufenen Vertrag nicht.
Anfang Juni 2014 wurde Arslan beim Zweitligisten Şanlıurfaspor als neuer Trainer vorgestellt. Er Unterschrieb bei den Südostanatoliern einen Einjahresvertrag. Im Frühjahr 2015 trat er von seinem Amt zurück.
Ende April 2015 wurde er beim stark abstiegsbedrohten Erstligisten Balıkesirspor, dem Verein seiner Heimatprovinz Balıkesir, als neuer Cheftrainer vorgestellt.
Nachdem er Balıkesirspor nicht vor dem Abstieg bewahren konnte, bat er um seine Freigabe um anschließend für die Saison 2015/15 den Erstligisten Akhisar Belediyespor übernehmen zu können. Anfang September 2016 verließ Arslan aufgrund von Differenzen mit dem Vorstand Akhisar Belediyespor. 
Nach seiner Zeit für Akhisar folgten kurze Tätigkeiten bei Karşıyaka SK und Adanaspor. Im September 2018 kehrte Arslan zurück zu Akhisarspor und trainierte diesen bis zum Februar 2019. Im August 2021 wurde Arslan Cheftrainer von Kasımpaşa Istanbul.

## Erfolge

### Als Spieler
Mit Karşıyaka SK
- Meister der TFF 1. Lig und Aufstieg in die Süper Lig: 1991/92

Mit Galatasaray Istanbul
- Türkischer Meister: 1993/94
- Türkischer Pokalfinalist: 1993/94

Mit Yozgatspor
- Meister der TFF 1. Lig und Aufstieg in die Süper Lig: 1999/00

Mit Kasımpaşa Istanbul
- Play-off-Sieger der TFF 1. Lig und Aufstieg in die Süper Lig: 2006/07

### Als Trainer
Mit Istanbul Büyükşehir Belediyespor
- Meister der TFF 1. Lig und Aufstieg in die Süper Lig: 2013/14